# ماسیئرا (برندی)

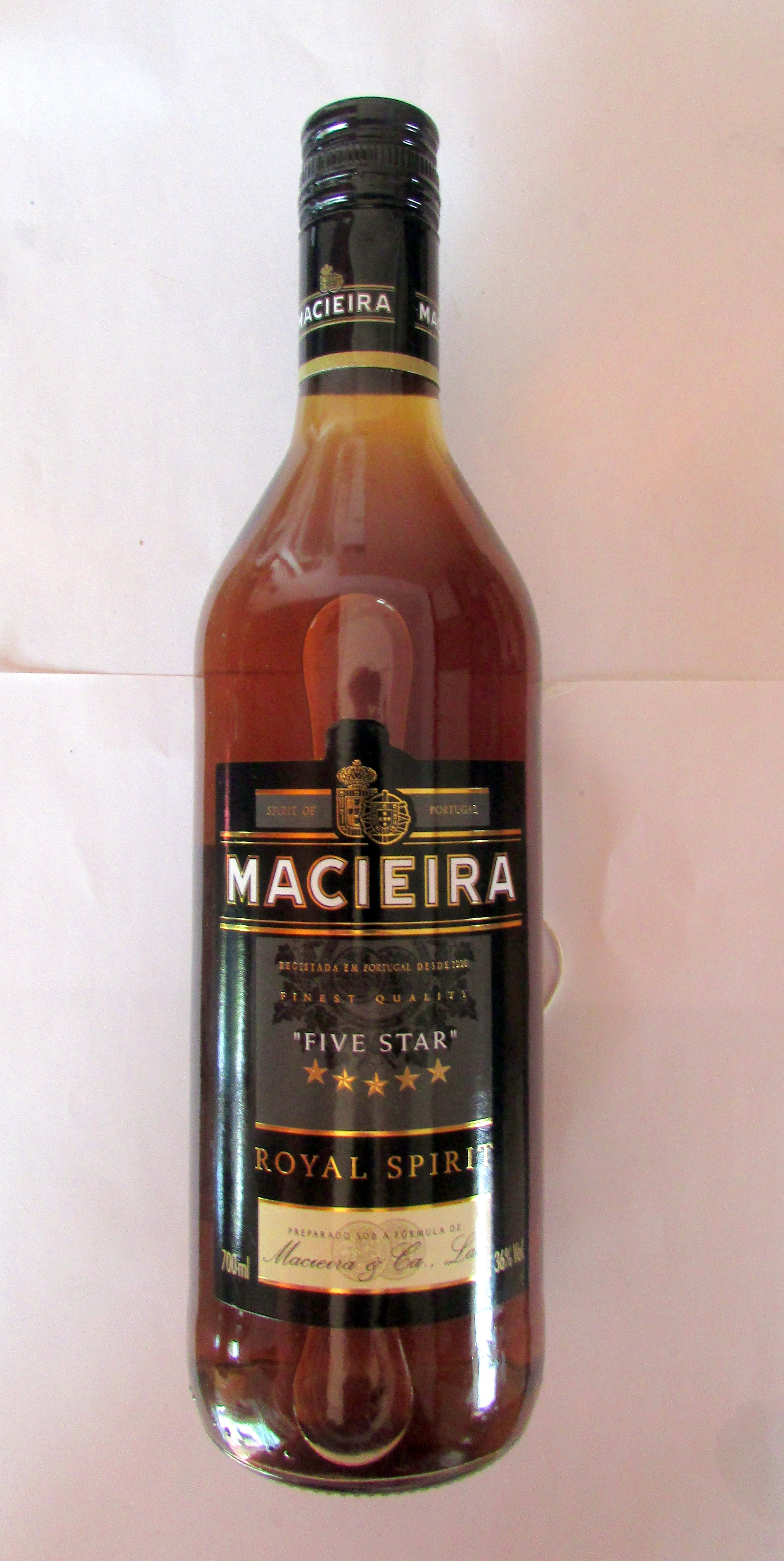
ماسیئرا یک برندی پرتغالی.

## سرگذشت
ماسیئرا یک برندی پرتغالی است.

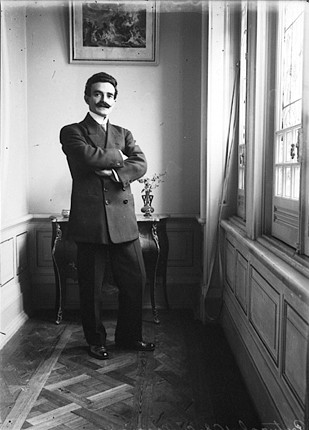
José Guilherme Macieira

خوزه گیلرممی مسییرا شرکتی را به نام خود در سال ۱۸۶۵ تأسیس کرد که علاوه بر شراب، سرکه شراب و روغن زیتون را نیز عرضه می‌کرد. در سال ۱۸۸۵ پس از آنکه پسرش خوزه ماریا مسییرا در آنجا علم می‌شناسی را آموخت یک سفر مطالعاتی در مورد فرایند تولید کنیاک انجام داد و پس از آن شروع به ساخت یک کنیاک با نام Conhaque Macieira کرد. ماسیئرا در نمایشگاه جهانی پاریس در سال ۱۹۰۰ و در سال ۱۹۱۵ در بزرگداشت افتتاح کانال پاناما نیز عرضه و بنمایش گذاشته شد.
ماسیئرا از سال ۲۰۰۱ عضو گروه پرنود ریکارد است.

## فرایند تولید
انواع انگور Arinto، Periquita، Trincadeira و Fernão که بومی پرتغال هستند در تولید این برندی استفاده می‌شود. سپس براندی که از آن بدست می‌آید حداقل برای مدت شش ماه در بشکه‌های بلوط جاافتاده می‌شود. علاوه بر شناخته شده‌ترین نسخه، محصولاتی با درصد الکل ۳۶، ۴۰ و ۴۳ درصد نیز عرضه می‌شود.

## چهره‌های کلیدی
ماسیئرا یکی از کلیدیتری پرچم داران تولید برندی در پرتغال است که با دارا بودن ۵۵ درصد از سهم بازار برندی و فروش دو میلیون لیتر (سال ۲۰۰۸) در پرتغال پیشرو است. با توجه به فرصت‌های محدود رشد بیشتر در داخل کشور، این شرکت اخیراً بر صادرات تمرکز کرده‌است، به ویژه برزیل و چین به عنوان بازارهای آینده این شرکت شناخته شده‌اند.
امروز این نوشیدنی در ۲۹ کشور در هر پنج قاره جهان به فروش می‌رسد.

## پیوندهای تکی
1. ↑  Unternehmensseite (port.)[پیوند مرده] bei Facebook, abgerufen am 3. Oktober 2012
2. ↑  بایگانی‌شده  در [تاریخ ناموجود] توسط macieira.importugal24.de [خطا: نشانی ناشناختهٔ بایگانی], abgerufen am 3. Oktober 2012
3. ↑  بایگانی‌شده  در [تاریخ ناموجود] توسط macieira.importugal24.de [خطا: نشانی ناشناختهٔ بایگانی], abgerufen am 3. Oktober 2012
4. ↑  www.hipersuper.pt, abgerufen am 3. Oktober 2012
5. ↑  Zeitungsartikel vom 7. Mai 2008[پیوند مرده] im Expresso, abgerufen am 3. Oktober 2012
6. ↑  www.hipersuper.pt, abgerufen am 3. Oktober 2012
7. ↑  Unternehmensseite (port.)[پیوند مرده] bei Facebook, abgerufen am 3. Oktober 2012